# Manuel Varela
Manuel Varela (né en 1891 ou 1892 en Uruguay et mort en 1927) est un joueur de football international uruguayen, qui évoluait au poste de milieu de terrain.

## Biographie

### Carrière en club
Avec le Club Nacional, il remporte cinq championnats d'Uruguay.

### Carrière en sélection
Avec l'équipe d'Uruguay, il joue 18 matchs (pour aucun but inscrit) entre 1915 et 1924. 
Il figure dans le groupe des sélectionnés lors des championnats sud-américains de 1916, de 1917 et de 1919. Il remporte cette compétition à deux reprises, en 1916 et 1917.

## Palmarès
| Club Nacional - Championnat d'Uruguay (5) : - Champion : 1919, 1920, 1922, 1923 et 1924. |  | Uruguay - Championnat sud-américain (2) : - Vainqueur : 1916 et 1917. |